# Мечеть Касима Али-хана
Мечеть Касима Али-хана (пушту مسجد قاسم علی خان‎) — мечеть в Пешаваре (Пакистан), расположенная на базаре Мисхаран-Кисса-Хвани. Была построена в период правления могольского императора Аурангзеба (1658—1707) по инициативе сотрудника администрации Кабула и репортёра Касим Али Хана.